# Artillerie-Fliegerabteilung 208
Artillerie-Fliegerabteilung 208 – AFA 208 (Artyleryjski oddział lotniczy nr 208) – niemiecka jednostka obserwacyjna i rozpoznawcza wspomagania artyleryjskiego  Luftstreitkräfte z początkowego okresu I wojny światowej.

## Informacje ogólne
Jednostka została utworzona w dniu 29 października 1915 roku w Fliegerersatz Abteilung Nr. 6. Jednostka uczestniczyła w walkach na froncie zachodnim. 
1 grudnia 1916 roku jednostka została przeformowana i zmieniona w Fliegerabteilung 208 (Artillerie) - (FA A 208).